# Gustaf Rosbeck
Frans Gustaf Bernhard Rosbeck, född den 17 augusti 1827 i Stockholm, död där den 24 november 1887, var en svensk musiker.

## Biografi
Rosbeck var från 1861 oboist i hovkapellet, från 1868 lärare i blåsinstrument av mässing vid konservatoriet samt musikdirektör vid Svea livgarde. Han var även en utmärkt klarinettist. Rosbeck blev 1879 ledamot av Musikaliska akademien.
Han tilldelades Litteris et Artibus 1871.